# Germain Gaiffe
Pour les articles homonymes, voir Gaiffe.
Germain Gaiffe, né en 1967, est un meurtrier français surnommé le « dépeceur de Montauban ». Il est condamné en 2003 à 30 ans de réclusion criminelle pour avoir séquestré et tué un entrepreneur montalbanais. Il s'est livré depuis à plusieurs provocations, prétendant en 2010 être le père de la nouvelle-née de la ministre de la Justice Rachida Dati, épousant en 2013 en prison un co-détenu, Alfredo Stranieri, dit « le tueur aux petites annonces », et se portant candidat aux élections législatives en France de 2022.

## Biographie
Germain Gaiffe naît en 1967. Il est originaire d'Amiens, et le fils d'un agent d'assurance, Louis Gaiffe.
Il postule en vain à un poste d'entraîneur de l'équipe de rugby à XV du Stade Français.
En janvier 1998, deux jambes sont retrouvées dans la Garonne, l'une à Toulouse, l'autre à Fenouillet. Ce sont celles d'un homme d'affaires montalbanais, André Dursus, disparu depuis décembre 1997. Son tronc décapité est repêché dans le Tarn à Moissac un an et demi plus tard. Un assureur niçois associé de l'entrepreneur, Louis Gaiffe, est arrêté avec deux complices, son fils Germain Gaiffe et Bernard Castelli. Ces derniers invoquent une  «  chute accidentelle  » de l'entrepreneur, alors qu'ils étaient venus lui demander des comptes sur la gestion de l'entreprise dans laquelle il était associé avec Louis Gaiffe, à la demande de celui-ci ; ils reconnaissent avoir jeté le corps dans la Garonne, mais nient l'avoir dépecé (sans doute « une hélice de bateau », soutiennent-ils).  
Lors du procès de première instance à la cour d'assise du Tarn-et-Garonne en février 2003, l'assureur écope de 6 ans de prison et ses complices de 25 ans au chef de violences volontaires ayant entraîné la mort sans intention de la donner. Sept mois plus tard en appel, la cour d'assises de Haute-Garonne alourdit leurs peines, condamnant Germain Gaiffe et Castelli à 30 ans de réclusion criminelle, assortis d'une période de sûreté de 20 ans, et Louis Gaiffe à 10 ans de réclusion criminelle pour séquestration.  
En septembre 2010, il envoie, depuis la prison de Poissy, une lettre à Rachida Dati, alors garde des Sceaux, où il revendique la paternité de son bébé et « exige » un droit de visite : la plaisanterie lui vaut en 2011 quatre mois de prison ferme supplémentaire pour outrage,. Lors de l'audience, il est vêtu d'un pull portant l'inscription : « Je suis le père de Zohra ».  
En 2013, alors qu'il purge sa peine à la maison centrale de Poissy, il épouse un co-détenu, Alfredo Stranieri dit « le tueur aux petites annonces ». Les témoins du mariage sont le terroriste Carlos et l'humoriste  Dieudonné (il s'agit probablement, selon l'Agence France-Presse et Libération, d'un canular organisé par l'humoriste pour tourner en dérision la récente promulgation de la loi sur le « mariage pour tous »). Dans les colonnes du Dauphiné Libéré (pour Vaucluse Matin) en juin 2022, Germain Gaiffe a finalement expliqué que c'était « un vrai-faux mariage, uniquement destiné à faire le buzz » car Christiane Taubira lui refusait le droit de visite. 
Après avoir passé 24 ans en prison, il est libéré en 2021. Il exerce depuis les fonctions d'agent de nettoyage dans le Vaucluse. C'est dans la 2e circonscription de ce département qu'il se présente aux élections législatives de 2022 comme candidat pour le parti Peuple souverain,,, une candidature légale puisqu'aucune peine d'inéligibilité n'a été prononcée contre lui et qu'il a purgé sa condamnation à la réclusion. Pour justifier sa légitimité à se présenter il déclare dans le journal La Provence, : « Les gens ont le droit de m'en vouloir. Ils ont le droit de ne pas comprendre. Mais personne d'autre que moi n'est plus légitime à être le représentant du peuple, car moi, j'ai pris 30 ans au nom du peuple ». S'il avait été élu, il aurait milité activement pour empêcher les candidats ayant un casier judiciaire de se présenter à une élection. Il est éliminé dès le premier tour avec 0,14 % des suffrages exprimés et 59 voix.
En décembre 2024, il est condamné à dix mois de prison avec sursis pour contestation de crime contre l'humanité et injures publiques, après la publication de vidéos sur ses réseaux sociaux .